# وینس کیبل
سر جان وینسنت کیبل (به انگلیسی: Sir John Vincent Cable) (زادهٔ ۹ مهٔ ۱۹۴۳) سیاستمدار بریتانیایی، رهبر حزب لبیرال دموکرات بریتانیا و نمایندهٔ پارلمان از حوزهٔ تویکِنام (از حوزه‌های لندن بزرگ) است. او از ۲۰۱۰ تا ۲۰۱۵ وزیر مشاغل، نوآوری و مهارت‌ها بود.
کیبل در دانشگاه‌های کمبریج و گلاسگو در رشتهٔ اقتصاد تحصیل کرد، و از ۱۹۶۶ تا ۱۹۶۸ به عنوان مستشار اقتصادی دولت کنیا فعالیت کرد. از ۱۹۶۸ تا ۱۹۷۴ در دانشگاه گلاسکو در حوزهٔ اقتصاد تدریس کرد. از ۱۹۹۵ تا ۱۹۹۷ اقتصاددان ارشد رویال داچ شل بود. کیبل در دههٔ ۱۹۷۰ عضو حزب کارگر بود و حتی عضو شورای شهر گلاسکو نیز شد. اما در ۱۹۸۲ به حزب تازه‌تأسیس سوسیال دموکرات پیوست. این حزب بعداً با حزب لیبرال ادغام شد که حزب کنونی لیبرال دموکرات حاصل آن است. در سال‌های ۱۹۷۰، ۱۹۸۳، ۱۹۸۷، و ۱۹۹۲ در انتخابات سراسری نامزد شد ولی هر بار از راهیابی به مجلس عوام ناکام ماند. او سرانجام در ۱۹۹۷ از حوزهٔ تویکنام به پارلمان راه یافت.
کیبل در ژوئن ۲۰۰۳ سخنگوی خزانه‌داری لیبرال دموکرات‌ها شد و در مارس ۲۰۰۶ به سمت معاونت حزب انتخاب شد. اما پس از آنکه در دولت ائتلافی کامرون–کلگ، سِمَت وزیر مشاغل، نوآوری و مهارت‌ها را عهده‌دار شد از دو سمت پیشین استعفا کرد.
کیبل پس از انتخابات زودهنگام ۲۰۱۷ در انتخابات رهبری حزب لیبرال دموکرات شرکت کرد و بدون رقیب برگزیده شد.